# Ampelisca fusca
Ampelisca fusca är en kräftdjursart. Ampelisca fusca ingår i släktet Ampelisca och familjen Ampeliscidae. Inga underarter finns listade i Catalogue of Life.